# Hugo Grocjusz
Hugo Grocjusz, Hugo Grotius, Huig de Groot (ur. 10 kwietnia 1583 w Delfcie, zm. 28 sierpnia 1645 w Rostocku) – holenderski prawnik, filozof i dyplomata, zwany „ojcem” prawa międzynarodowego.

## Życiorys

Annotationes ad Vetus Testamentum, 1732

Hugo Grocjusz urodził się w Delfcie w czasie wojny osiemdziesięcioletniej. Był pierwszym dzieckiem Jana de Groot i Adeli von Overschie. Jego ojciec był człowiekiem wykształconym, studiował w uniwersytecie w Lejdzie.
Hugo Grocjusz był cudownym dzieckiem. Gdy miał 8 lat pisał już elegie po łacinie, mając 11 lat wstąpił na uniwersytet w Lejdzie, zaś doktorat z prawa uzyskał w 1598.
W 1601 został historykiem Stanów Holenderskich, a w 1613 radnym miasta Rotterdam.
W 1618 został aresztowany za działalność wymierzoną przeciwko księciu Maurycemu Orańskiemu i skazany rok później na dożywotnie więzienie. W areszcie miał możliwości pisania i korespondencji, stworzył w tym okresie wiele ważnych tekstów. W 1621 wspólnie z żoną zbiegł do Antwerpii.
Potem udał się do Paryża, gdzie zyskał wsparcie finansowe od władz Francji. W 1625 roku opublikował traktat „O wojnie i pokoju“, który zapewnił mu ogromny rozgłos. W 1631 roku próbował powrócić do rodzimej Holandii, ale szybko ponownie znalazł się w niełasce władz. Ponownie zbiegł z kraju, tym razem do Hamburga. Tu został zatrudniony przez króla Szwecji, który w 1634 roku mianował go swoim ambasadorem w Paryżu. Pełnił tę funkcję przez 10 lat. Gdy władzę w Szwecji objęła Krystyna Wazówna, wezwała Grocjusza do powrotu do Szwecji. Grocjusz wyprawił się do Sztokholmu w marcu 1645 roku. Jego statek rozbił się na Bałtyku, a filozof ledwo uszedł z życiem. Latem tego roku powrócił ze Szwecji do Niemiec, była to kolejna trudna i dramatyczna podróż. Osłabiła ona jego zdrowie na tyle, że 28 sierpnia 1645 roku zmarł w Rostocku.

## Poglądy
Podzielił prawo na prawo stanowione (ius civile) oraz prawo natury (ius naturale). Prawo stanowione jest wyborem historii, zależnym od przemian politycznych i historycznych, samo więc ulega zmianom. Natomiast prawo natury wypływa z trwałej natury ludzkiej, dlatego jest niezmienne i może być badane jedynie drogą badania społecznej natury człowieka.
Aby zrozumieć w pełni prawa natury trzeba, według Grocjusza, przeanalizować naturę ludzką, która ma dualny charakter. Po pierwsze człowiek jest istotą biologiczną, rządzącą się instynktem samozachowawczym (pierwotne prawo natury). Po drugie jest istotą społeczną posiadającą appetitus societatis (instynkt społeczny, potrzeba kontaktów międzyludzkich). Istnieją więc normy pozwalające mu egzystować w relacjach z innymi ludźmi (wtórne prawo natury). Oba te aspekty natury ludzkiej współgrają i przenikają się nawzajem. Instynkt samozachowawczy jest ograniczany przez instynkt społeczny, a instynkt społeczny jest hamowany przez instynkt samozachowawczy. Oba instynkty są kluczowe dla udanego życia, które wymaga, by nie naruszać sfery drugiego człowieka, ale z drugiej strony dążyć do własnej korzyści.
Najważniejsze prawa natury według Grocjusza:
- pacta sunt servanda – umów należy dotrzymywać;
- należy naprawić wyrządzoną szkodę;
- nakaz karania za popełnienie przestępstwa;
- prawo do własności.

Grocjusz uważał, że prawo naturalne obowiązuje nawet wtedy, gdyby Boga nie było lub gdyby nie interesował się on sprawami ziemskimi. Na zarzuty bezbożnictwa Grocjusz naraził się słynną hipotezą: etiamsi daremus non esse Deum (łac. choćby założylibyśmy nie istnienie Boga). W odróżnieniu od innych myślicieli swojej epoki uważał, że prawo natury obowiązuje zarówno chrześcijan, jak i niechrześcijan. Oznacza to, że chrześcijanie muszą traktować niechrześcijan w sposób zgodny z zasadami moralności. Kwestia ta odgrywała wówczas istotną rolę ze względu na zetknięcie się Europejczyków z ludami rdzennymi obu Ameryk.
Prawo natury działa niezależnie od ludzi i jest dziedzictwem całej natury. Nawet Bóg nie może go zmienić: „Jak nie może sprawić, by dwa dodać dwa nie równało się cztery”. Dokonać mógłby tego jedynie poprzez zmianę natury ludzkiej. Musiałby więc sprawić, by ludzie przestali być ludźmi.
Z tymi twierdzeniami wiąże się teologiczny pogląd arminianizmu.
Za źródło prawa międzynarodowego (ius gentium czyli prawa narodów) Grocjusz uznał zwyczaj i praktykę, wypływające z prawa natury oraz umowy. Prawo międzynarodowe powinno się, jego zdaniem, opierać na zasadach racjonalizmu i humanizmu. Był ojcem nauki prawa międzynarodowego publicznego.
Grocjusz stworzył także własną koncepcję umowy społecznej. Według niego, ludzie mając przyrodzone skłonności towarzyskie, dla zaspokojenia ich i zabezpieczenia swych interesów tworzą na drodze umowy związek państwowy, który jako odpowiadający naturze ludzkiej jest przedmiotem prawa natury. Dla Grocjusza wola jest determinantą obowiązywania prawa, co pojawia się w innej formie także w późniejszych koncepcjach prawa natury o zmiennej treści.
Najbardziej znaną pracą Grocjusza jest O prawie wojny i pokoju (1625, De iure belli ac pacis), w której zawarł swoje rozważania o prawie. Warto również odnotować wcześniejszą jego pracę – Mare liberum (pełny tytuł po polsku: Wolność mórz, czyli dysertacja o prawie, jakie przysługuje Holendrom do handlu z Indiami), wydaną w 1609. W pracy tej Grocjusz, powołując się na prawo natury, postawił trzy tezy:
- odkrycie nowego lądu nie daje jeszcze prawa do panowania nad nim;
- nikt nie może mieć monopolu na żeglugę po morzach;
- nikt nie ma prawa ograniczać innym państwom handlu z Indiami.

## Twórczość
- De republica emendanda, 1601

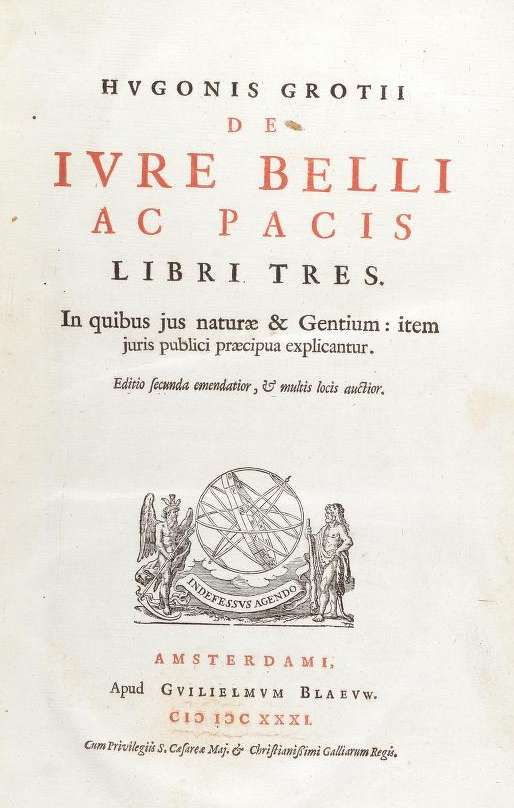
Dzieło Grocjusza
O prawie wojny i pokoju

- Parallelon rerumpublicarum (Porównanie konstytucji), 1602
- De iure praedae, wraz z Mare liberum (Wolność mórz...), 1609
- De antiquitate reipublicae Batavicae, 1610
- Ordinum pietas, 1613
- Defensio fidei catholicae de satisfactione (Obrona wiary katolickiej), 1617
- De iure belli ac pacis (O prawie wojny i pokoju), 1625
- De veritate religionis Christianae (O prawdziwości religii chrześcijańskiej), 1627
- Inleydinge tot de Hollantsche rechtsgeleertheit (Wstęp do prawa holenderskiego), 1631
- Via ad pacem ecclesiasticam, 1642
- De imperio summarum potestatum circa sacra, 1647
- De fato (O przeznaczeniu), 1648
- Annales et historiae de rebus Belgicis (Historia Niderlandów), 1657